# NGC 844
NGC 844 é uma galáxia  localizada na direcção da constelação de Cetus. Possui uma declinação de +06° 03' 00" e uma ascensão recta de 2 horas, 10 minutos e 14,3 segundos.
A galáxia NGC 844 foi descoberta em 18 de Novembro de 1863 por Albert Marth.